# اولرسلف
اولرسلف (به لاتین: Ullerslev) یک منطقهٔ مسکونی در دانمارک است که در نیبور، کمون دانمارک واقع شده‌است. اولرسلف ۲٫۱۱ کیلومتر مربع مساحت و ۲٬۷۰۶ نفر جمعیت دارد.